# Josta Vaseur
Josta Vaseur (Paramaribo, 1947) is een Surinaams schrijver van gedichten, opiniestukken, liedteksten, lange en korte verhalen en romans. Ze bracht verder tien gedichtenbundels uit op een cd en daarnaast nog verschillende kerst-cd's. Ze schreef drie maal een lied dat de finale van SuriPop bereikte.

## Biografie
Josta Vaseur is geboren in Paramaribo en was een uit elf kinderen. Ze studeerde logopedie, Nederlands en Duits en werkte 45 jaar als lerares in Nederland.
In haar kinderjaren was ze een echte boekenwurm en in haar jeugd schreef ze al gedichten en vervolgens ook liedteksten, zowel voor zichzelf als voor anderen. Toen ze de dertig gepasseerd was, scheef ze ook lange en korte verhalen. Daarna schreef ze ook toneelstukken en romans.
Terug in Suriname schrijft ze artikelen in de media over maatschappelijke thema's zoals over de goudwinning, pesterijen in de politiek en de rol van de first lady op het respect voor de president. Ook in haar toneelstukken is haar maatschappelijke geëngageerdheid terug te zien, zoals in Adjoeba over huiselijk geweld dat in maart 2018 werd opgevoerd in Thalia in Paramaribo.
Ze bekommert zich vaak om ouderen door ze een leuke dag te geven, onder meer met voordrachten. Tijdens een bijeenkomst van Stichting FinanceSuriname vertelde ze door middel van een verhaal hoe het wonen in een bejaardentehuis is. Ze maakt sinds haar middelbare leeftijd opnames op cd's. Hier begon ze mee op verzoek van een oudere vrouw die daarom vroeg omdat ze niet zo goed kon zien. Dan kon ze hem nog een keer afspelen. Uiteindelijk heeft Vaseur tien gedichtenbundels op cd uitgebracht. Ook doet ze activiteiten voor kinderen, zoals in 2012 met Ivor Mitchell in Club Unu Pikin. Met zestig kinderen voerden ze gedurende zeven weken een muziek- en zangproject uit.
In 2023 kwam ze in de finale van de SuriPop Kerstsong Competitie met haar compositie Pikin fu wan gado. Het schrijven van kerstmuziek was niet haar debuut, want ze had al verschillende keren een kerst-cd uitgebracht. Ook bereikte de finale van SuriPop al twee keer eerder: in 2008 (SuriPop XV) met haar lied Tru tru eksempre en in 2010 (SuriPop XVI) met Fosten uma. Ze heeft nog geen eremetaal in de finale gewonnen.